# 血液學
血液學（英語：hematology）是一門專門研究血液的學科，屬於生物學、生理學、病理學以及醫學的分支學門。研究的對象包括血液中的蛋白質（如血紅素）與各類細胞（如紅血球）。除了血液本身之外，血液學也研究造血器官以及與血液相關的疾病。

## 外部連結

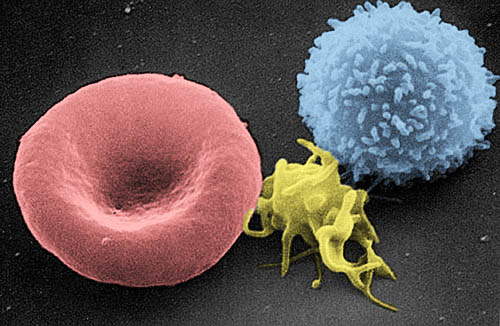
紅血球與白血球。

- American Society of Hematology （页面存档备份，存于）
- BloodLine （页面存档备份，存于）
- Major milestones in history of hematology （页面存档备份，存于） (PDF)
- Multilingual index
- Extensive Hematology Slide Collection